# Lakshmipur (distrikt i Bangladesh)
Lakshmipur (bengali: লক্ষ্মীপুর জেলা, engelska: Lakshmipur District) är ett distrikt i Bangladesh.   Det ligger i provinsen Chittagong, i den sydöstra delen av landet, 100 km söder om huvudstaden Dhaka. Antalet invånare är 1 729 188. Arean är 1 440 kvadratkilometer.
Terrängen i Lakshmipur är mycket platt.
Trakten runt Lakshmipur består till största delen av jordbruksmark.